# Mimosa polycarpa
Mimosa polycarpa är en ärtväxtart som beskrevs av Carl Sigismund Kunth. Mimosa polycarpa ingår i släktet mimosor, och familjen ärtväxter.

## Underarter
Arten delas in i följande underarter:
- M. p. polycarpa
- M. p. spegazzinii